# Parnaíba (navio)
O Parnaíba (Parnahyba) foi um navio mercante brasileiro afundado durante a Segunda Guerra Mundial pelo submarino alemão U-162, em 1º de maio de 1942, quando navegava a leste de Trinidad e Tobago, no Oceano Atlântico, carregado de café, cacau, óleo de mamona, algodão e cargas diversas.
Foi o sétimo navio atacado desde o início do conflito e o sexto a sê-lo após o Brasil romper relações diplomáticas com o Eixo, em janeiro de 1942. Houve sete mortos no episódio.

## O navio
Terminada a sua construção em 1913, nos estaleiros da Flensburger Schiffsbau Gesellschaft, em Flensburg, Alemanha, foi lançado sob o nome Alrich, e operado pela Roland Linie, de Bremen. Era um dos maiores navios do Lloyd Brasileiro, à época de seu afundamento, com 140,4 metros de comprimento (entre perpendiculares), 18 metros de largura e 8,2 metros de calado. Feito com casco de aço, possuía 6.692 toneladas de arqueação bruta de registro (GRT), propelidas por turbinas a vapor, acopladas a um motor de quádrupla expansão, fazendo-o alcançar a velocidade de 12 nós.
Encontrava-se no Porto do Rio de Janeiro quando eclodiu a Primeira Guerra Mundial, o que motivou-lhe a retenção, e o posterior confisco pelo Governo Brasileiro – a 1º de junho de 1917 –, quando o Brasil rompeu relações diplomáticas com o Império Alemão.
Foi rebatizado de Parnaíba (Parnahyba) e registrado no Rio de Janeiro sob o número 17, sendo operado, a partir de 1923, pelo Lloyd Brasileiro, o qual lhe adquire a plena propriedade em 1927.

## O afundamento
No dia 1º de maio de 1942, após quase dois meses sem ataques a navios brasileiros (desde o afundamento do Cairu, em 8 de março), o Parnaíba, comandado pelo Capitão-de-Longo-Curso Raul Francisco Diégoli, encontrava-se a leste da ilha de Trinidad e Tobago e ao norte das Guianas (posição: 10° 12' N 57° 16' O), carregado com 40 950 sacas de café, 30 000 de cacau, 27 155 de farelo, 25 mil fardos de couro, 17 585 de mamona e 15 108 de cargas diversas, totalizando 155 739 volumes.
Partira do Rio de Janeiro, a 5 de abril, com uma escala em Recife, de onde zarpara, a 24 de abril, rumo a Nova York, sem escolta, porém armado com um canhão. A bordo constavam 72 pessoas, dentre as quais três marinheiros encarregados da vigilância.
Pouco antes das 15 horas (20h46 pelo Horário da Europa Central), o U-162, comandado pelo Capitão Jürgen Wattenberg, dispara seu primeiro torpedo contra o navio, atingindo-o à meia-nau. O impacto abriu um rombo na praça de máquinas e matou instantaneamente todos os tripulantes que lá se encontravam: o 3º maquinista, o cabo foguista, dois foguistas e dois carvoeiros.
Com o navio parado, a tripulação começou a descer para os três escaleres que ainda restavam – um quarto escaler foi perdido com a explosão. Nesse meio tempo, enquanto era emitido um pedido de socorro pelo capitão Diégoli que ainda se encontrava a bordo, um segundo torpedo atingiu a embarcação e, logo em seguida, os alemães dispararam vários tiros de canhão contra o vapor. De acordo com o capitão do navio, se os torpedos atingissem a praça das caldeiras (localizada a uma distância de três metros da praça de máquinas – o local atingido), certamente explodiria o navio de súbito, sem dar qualquer chance de salvamento aos 72 tripulantes.
Apesar do torpedeamento e dos tiros de canhão, o navio só submergiu totalmente depois de três horas, já ao anoitecer, não antes de ser atingido por mais dois torpedos disparados pelo "u-boot". Nos escaleres, os sobreviventes ainda presenciariam uma outra cena chocante: Um radiotelegrafista, que havia se demorado no navio, pulou na água para alcançar os barcos. Além de nadar bem, utilizava um colete salva-vidas, que o fez chegar rapidamente aos escaleres. Todavia, quando levou o braço à borda, um tubarão o puxou para o fundo do mar. Tudo foi muito rápido e ele não foi mais visto, deixando seus companheiros em estado de choque.

## O resgate
Nos escaleres, os sobreviventes viram o tempo mudar drasticamente. O vento intensificou-se e grandes ondas por pouco não afundaram os pequenos barcos. O capitão traçou um rumo para os três escaleres, prevendo chegar em terra em uma semana, no máximo. No amanhecer seguinte, após uma madrugada sob chuva intensa e muito frio, os náufragos foram avistados por um hidroavião de guerra norte-americano, que amerissou para oferecer água e mantimentos aos náufragos.
Uma hora depois, o mesmo hidroavião sobrevoou os escaleres e lançou sobre eles paraquedas luminosos para que pudessem ser localizadas. Com efeito, meia hora depois, guiados por aqueles pontos de referência, o navio espanhol Cabo Hornos apareceu no local e resgatou o pessoal de dois escaleres. Por sua vez, o cargueiro canadense Turret Cap resgatou os tripulantes do terceiro barco. Todos os 65 sobreviventes foram levados para Georgetown, capital da Guiana.